# 馬自達787
馬自達787（マツダ・787）是符合美國IMSA（International Motor Sports Association）GTP大賽規則、馬自達787B（（日語）マツダ・787B）則符合C組賽車第二分類賽事規則的原型賽車（prototype racing car）。兩部由日本馬自達汽車公司製作的賽車都曾參與過利曼24小時耐力賽，其中787B於1991年奪下該大賽的綜合優勝冠軍。

## 概要
馬自達787起源自英國籍設計者尼格爾·史陶德（Nigel Stroud）設計的757、767，本來按照順序應命名成777，但因為「777」在日語裡很難發音，故改成「787」。搭載可產生最大馬力700hp / 9,000rpm、峰值扭力54kgm / 7,500rpm的四轉子R26B型引擎，贏得1991年度利曼24小時耐力賽的綜合優勝，是第一部日本車廠製造、也是第一部搭載轉子引擎的賽車獲得此項殊榮，在此之前沒有任何一家日本車廠於該賽事中獲得優勝。至於變速箱系統，採用保時捷962C的五速手排變速箱並採上下顛倒安裝的方式。

### 底盤

#### 787
787的底盤以767的鋁製底盤變為碳纖維製成，767的散熱器為側置，787則改成前方加側邊的配置：前方為散熱器、右側為消音器與引擎進氣口，左側則為變速箱油冷卻器。如此一來提高冷卻能力，且增加車頭的重量。懸吊系統方面，前輪為雙A臂懸吊系統，拉桿式操控內側倍適登（Blistein）彈簧阻尼器；後輪也是雙A臂懸吊系統，但頂部搖桿式操控彈簧阻尼器。此外，車輛配置了一套獨立管理系統，可收集引擎振動、懸吊系統、油耗量、車輛整體等狀況，可預防任何問題。車身設計著重於直線加速，以減少拖行。為了減少空氣阻力，寬幅縮短了50mm，且採用後輪罩拱（rear wheel arch spats），使得空氣阻力比767B減少30%。787總共被製造了兩輛，現存的其中一輛以787B複製品修復而成。

#### 787B
787B的底盤乃自787的改革而來，改為重視轉向、提高機械抓地力（mechanical grip）、變更後部整流罩的形狀、採用碳陶瓷煞車盤、輪胎內徑改為18英吋、改變懸吊穩定桿（suspension arm）的形狀、補強驅動系統、強化冷卻能力、調整線束的配置、裝置光學式車高感應器等約200項改善措施。這些改良使得通風性與操控能力提升，亦減輕賽車手的負荷。馬自達共生產了兩輛787B，除了保留那輛獲得優勝冠軍的55號車之外，並追加製作了一輛。

### 引擎

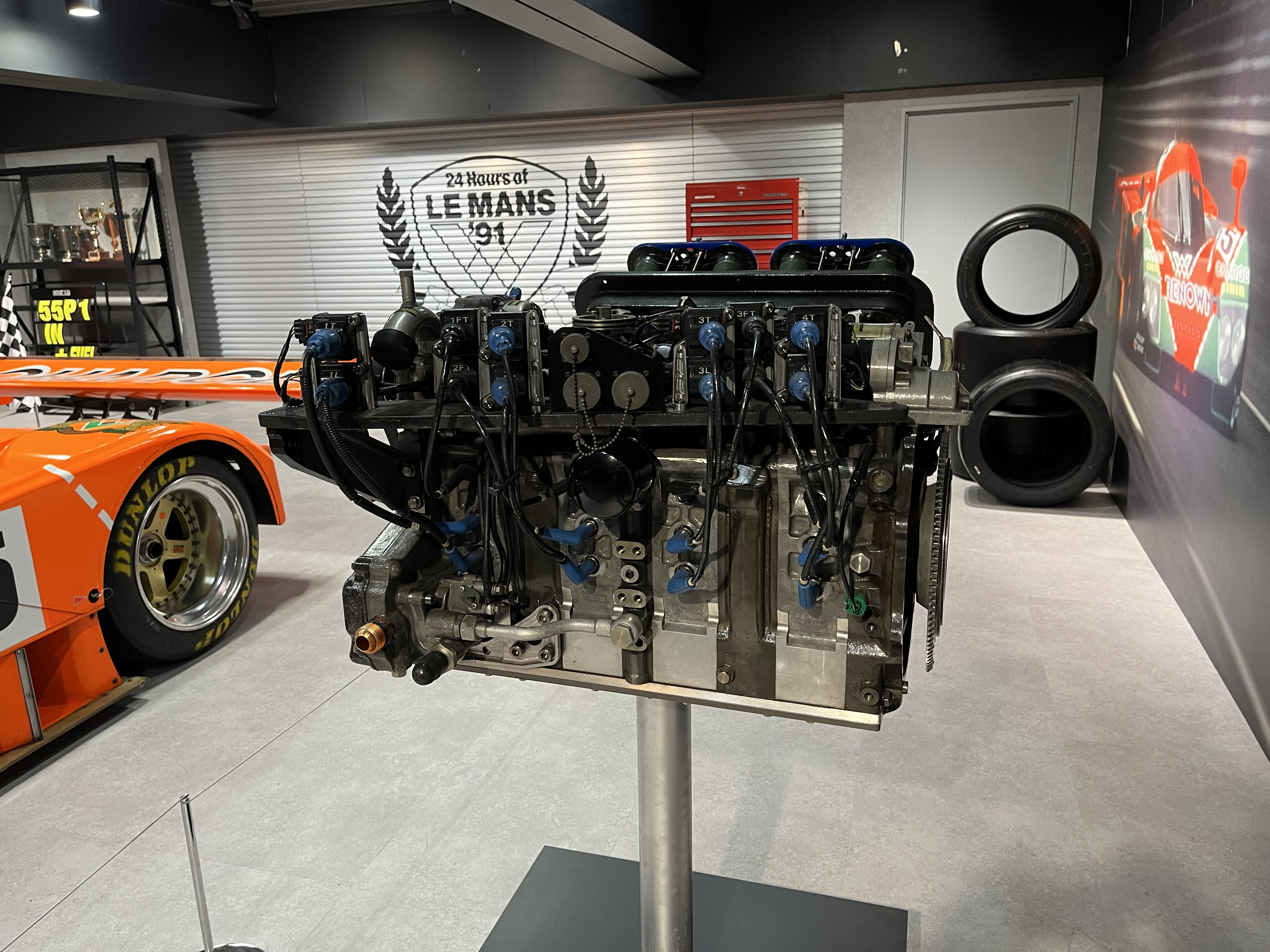
R26B型轉子引擎

引擎的原廠代號為R26B型，自13J-MM型演化而來，基本上是將兩具13B型雙轉子引擎連結在一起，採外環氣埠（peripheral port）設計，但每個轉子都附有三個火星塞，總排氣量為2,616c.c.（654c.c. x 4），屬於賽車專用引擎。
- 1990年：以767B的13J型引擎為基礎，欲將最大馬力由630ps提高至800ps，如此一來轉速勢必要達到10,000rpm。但因考量比賽時間長達24小時，最終僅提高至700ps / 9,000rpm。主要創新技術為：連續可變進氣系統、每個轉子搭配三個火星塞的點火系統、外環氣埠噴射系統（peripheral port injection）設計、陶瓷密封環（ceramic apex seal）、燃燒室內壁（combustion chamber）施以金屬陶瓷塗覆等。這些技術大幅提升扭力範圍、改善燃油燃燒效率與油耗量，增加了跟其他競爭對手的有利條件。

- 1991年：以前年的R26B型為基礎，重視引擎的最大馬力輸出與反應外，並提升低、中轉速域的扭矩，進而增加燃油效率與可靠性。具體的改善項目為ECU行車電腦的細部調整，以及改善連續可變進氣系統。

## 參賽歷程

### 1990年
關於「WSPC世界運動原型車錦標賽選手權」（World Sports Prototype-car Championship），馬自達一開始便以利曼24小時耐力賽為終極目標。起初因賽車延遲完成，來不及參加JSPC日本運動原型車錦標賽；在5月的JSPC富士1,000公里挑戰賽又因濃霧而中途退賽，沒有累積什麼實戰經驗就參加了利曼24小時耐力賽。馬自達聘請了來自比利時的六次利曼冠軍車手雅克·伯納德·伊克斯（Jacques Bernard "Jacky" Ickx）作為顧問，平時以打造的兩輛787參戰，不過在利曼與富士1,000公里兩場賽車裡，主要派出767B參賽，787則作為備用車輛。6月時以兩輛787、一輛767B投入利曼24小時耐力賽，並延續先前著重於直線加速的設計，然而利曼賽道中的穆桑直道（Mulsanne Straight）路段在1990年時增加了兩個減速彎，因無法適應造成預賽和決賽的成績不甚理想。兩輛787都發生了嚴重的問題而無法完成比賽，舊型的767B則只得到綜合成績第20名。
- 6月：利曼24小時耐力賽：二輛皆淘汰。
  - 201號車：因燃燒室內壁的金屬陶瓷塗覆層剝離而導致引擎熄火。
  - 202號車：高溫熔解內部配線而導致漏電問題。
- 7月：JSPC富士500英哩錦標賽：第10名、失格。
- 8月：JSPC鈴鹿1,000公里耐力賽（英语：1000 km Suzuka）：第10名、淘汰。
- 9月：JSPC SUGO 500公里錦標賽：第11名、淘汰。
- 10月：JSPC富士1,000公里耐力賽：第7名、淘汰。

### 1991年
「WSPC世界運動原型車錦標賽選手權」（World Sports Prototype-car Championship）更名為「WSC世界賽車選手權錦標賽」（World Sportscar Championship），同時參賽規則作了改變：必須先參加所有WSC賽事才有資格進入利曼24小時耐力賽。於是馬自達派出一輛787參賽，以確保利曼的參賽資格；而豐田和日產則因沒有參加所有WSC賽事而喪失利曼的參賽權。此外，當時正爆發波斯灣戰爭，本來預計參加德多納24小時耐力賽（24 Hours of Daytona）因此而作罷。
從前年重視直線加速的經驗裡汲取教訓，改成注重彎道加速，同時提高輪胎的機械抓地力（mechanical grip），馬自達派出改良型的787B二輛，車號分別為55號、18號；而舊型的787也派出一輛，車號為56號。55號車身上的「RENOWN」字樣為贊助商Renown公司，而18和56號則為馬自達自身的企業識別顏色。結果，55號獲得優勝、18號為第6名、56號為第8名。
- 3月：JSPC富士500公里錦標賽：馬自達787：第12名，另一輛淘汰。
- 4月：WSC鈴鹿站：馬自達787B：第6名；馬自達787：淘汰。
- 5月：WSC孟薩站（Autodromo Nazionale di Monza，位於義大利北部）：馬自達787：第7名。
- 5月：WSC銀石（Silverstone Circuit）500公里錦標賽：馬自達787：第11名。
- 6月：WSC利曼24小時耐力賽：馬自達787B：第1、6名；馬自達787：第8名。
奪冠的55號車分別由沃爾克·韋德勒（Volker Weidler）、強尼·赫伯特（Johnny Herbert）、伯特蘭·加紹（Bertrand Gachot）三人輪替駕駛，總計跑了362圈、總距離4,923.20公里。

比賽一開始由梅賽德斯-奔馳C11三輛車（車號分別為1號、31號、32號）成為領先群，55號車則在當晚以一圈之差排名第4。後來，梅賽德斯-奔馳車隊的31和32號車因出現問題而落後。翌日清晨，車號為34、35號的捷豹XJR-12追趕上來，企圖跟55號車爭奪第2名的位子。幸虧車手強尼·赫伯特（Johnny Herbert）處理得當，始終保持在第2的位子。
距離比賽結束前3小時的12點54分，梅賽德斯-奔馳C11的1號車因為散熱器故障造成引擎過熱，且油料也耗盡（當年規定總燃料使用量為2,550公升），緊急退入維修區搶修且加油，但最後仍退出比賽。1點4分，於是55號車一直保持第1位，成功甩開捷豹XJR-12的追擊。原本最後預定的車手應為伯特蘭·加紹（Bertrand Gachot），但因強尼·赫伯特（Johnny Herbert）對賽道狀況比較嫻熟而繼續讓他駕駛。結果他返回馬自達休息區時因身體嚴重脫水而倒下，未能站上得獎台接受表揚。
- 7月：JSPC富士500英哩錦標賽：馬自達787B：第4、8名。
在利曼24小時耐力賽取得綜合優勝的55號車為了留待以後保存，另外又製作了一輛202號車，車身塗裝除原先之綠、橘二色外，局部並有染色做區別，以作為第三輛787B於後續賽事中使用。

- 8月：JSPC鈴鹿1,000公里耐力賽：馬自達787B：第8名。
- 9月：JSPC SUGO 500公里錦標賽：馬自達787B：第9名、淘汰。
- 9月：WSC梅尼-克斯站（英语：Circuit de Nevers Magny-Cours）：馬自達787：第7名。
- 10月：JSPC富士1,000公里耐力賽：馬自達787B：第3、4名。
787B為了參與這場1,000公里耐力賽，除了撤除前大燈、調整後輪，也將散熱器的容量做了些許輕量化的調整。
- 10月：WSC羅德里格斯站（英语：Autódromo Hermanos Rodríguez）：馬自達787：第9名。
- 10月：WSC AUTOPOLIS站（位於日本大分縣日田市）：馬自達787B：第9、10名。
- 11月：JSPC SUGO 500公里錦標賽：馬自達787B：第6名、淘汰。

### 1991年之後
在馬自達787B奪下利曼24小時耐力賽綜合優勝之後，C組賽車的規則遭到修改，規定C組原型車參賽車輛必須搭載F1賽事使用的3,500c.c.自然進氣引擎。雖然1993年又恢復成原來的規則，但以搭載轉子引擎的原型賽車而言，目前為止只有馬自達車隊奪得此項殊榮。

## 後續下落

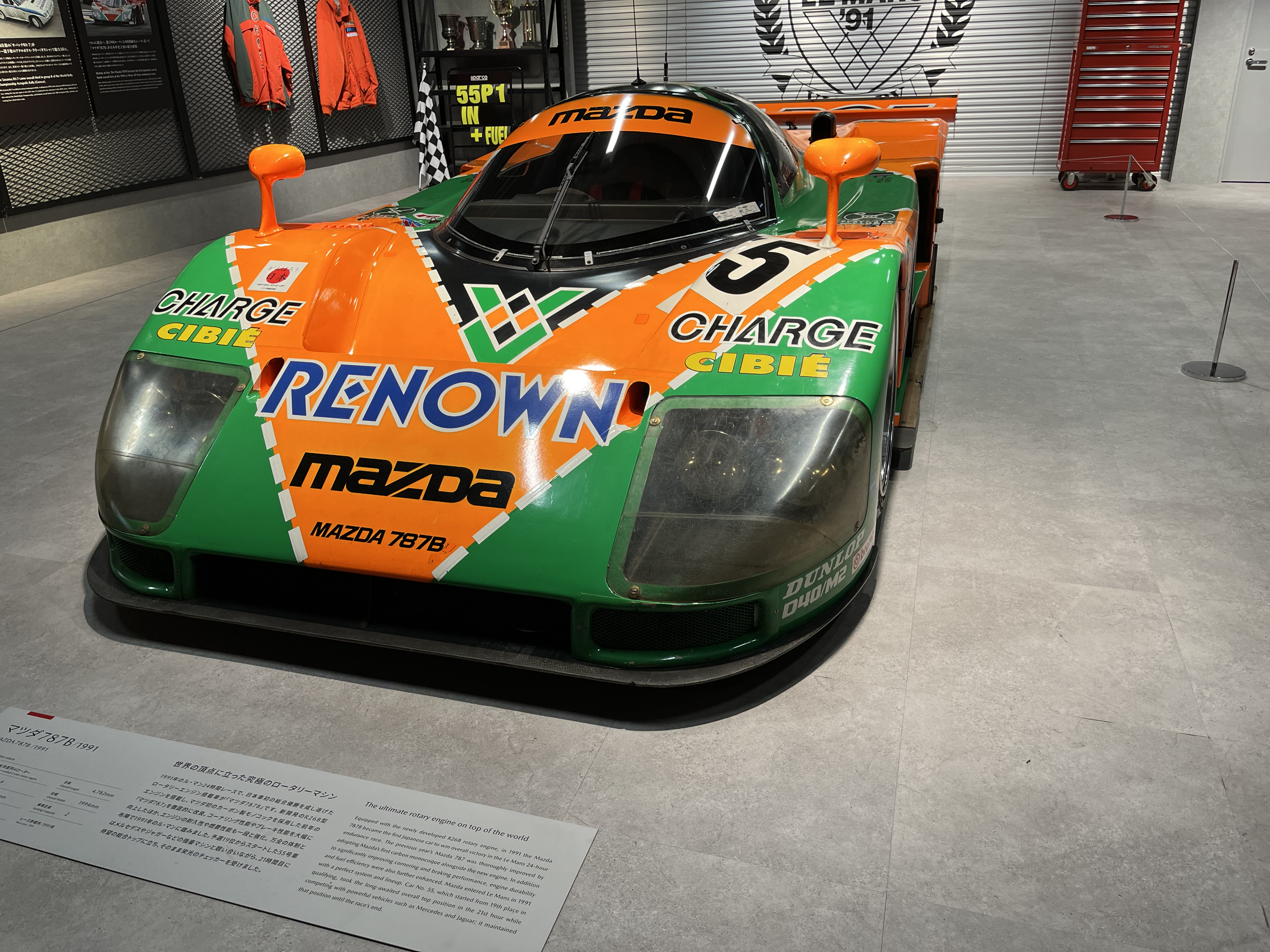
保存於馬自達博物館的55號車

獲得綜合優勝的55號車後來於馬自達博物館保存展示，為了確保零件狀態與成本考量，真正實際再下場使用的機會減少了。就算出借外展期間，複製品也在該館持續展示。2000年11月NHK播放的紀錄片X計劃〜挑戰者們〜、朝日電視台的Car Graphic TV等節目都曾向馬自達借用該車，實際下場試跑。

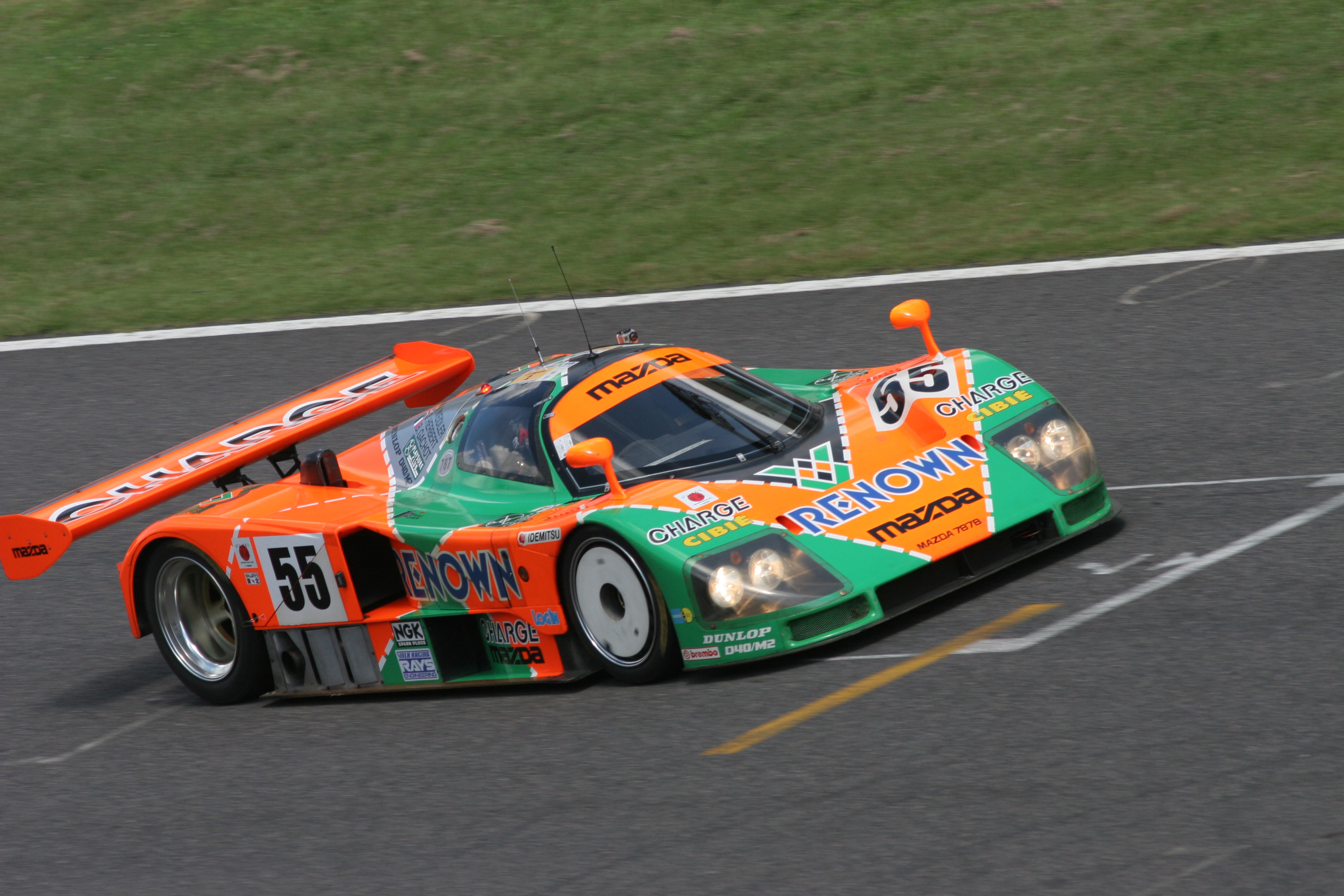
2012年9月1日攝於鈴鹿賽道

為了慶祝787B奪得利曼24小時耐力賽綜合優勝冠軍二十周年，馬自達受到該賽事主辦單位西部汽車俱樂部（Automobile Club de l'Ouest，縮寫成ACO）的邀請，在2011年6月11日開賽前於薩爾特賽道公開展示奪冠的55號車。此外，同年6月10日也在利曼市中心參加選手車隊遊行活動。同年9月3日於日本筑波賽道舉行的第22屆媒體對抗賽道之星4小時耐力賽（日语：メディア対抗レースロードスター4時間耐久レース）中，前賽車手寺田陽次郎也駕著這輛55號車繞行一圈。2012年9月1日為了慶祝鈴鹿賽道成立50週年，寺田陽次郎再度駕駛55號車，並與另一退役賽車手長谷見昌弘所駕之日産R92CP一同在東賽道表演繞行。
至於202號車則在賽事結束後，被送往馬自達橫濱研發中心留存。該輛車曾一度被當作55號車的備用替換零件，不過近幾年已經被恢復成可以下場行駛的原樣，平日被置放在橫濱研發中心。2011年被送往美禰汽車試驗場做動態保存，2014年12月7日曾於「MAZDA FAN FESTA 2014 in OKAYAMA」活動中亮相表演。此外，18號車在比賽結束後送回日本國內，賣給汽車收藏家。馬自達總共製造了五輛複製品，一輛贈予利曼24小時耐力賽的博物館，剩餘四輛則自行收藏。

## 相關作品

### 小說
日本的科幻小說作家高齋正曾於1991年發表一篇名為〈當最愛贏得利曼冠軍之時〉（暫譯，原文「お気に入りがルマンに優勝する時」）的小說，內文描述馬自達發展的新型賽車「馬自達777C」在利曼耐力賽奪得日本車廠的首次冠軍（但廣告贊助商並非Renown公司），這篇作品的預言結果成真。

### 電子遊戲
《真实赛车3》於2017年5月的更新裡加入马自达787、捷豹XJR-9、保時捷962等勒芒24小时耐力赛的車款；此外《極限競速4》、《極限競速5》、《極限競速6》、《極限競速7》、《assoluto racing》等遊戲也有此車款 。

## 外部連結
- 【MAZDA】邁向勒芒（Le Mans）光榮之路
- YouTube: Mazda 787B in 1991 Le Mans （页面存档备份，存于）